# Charles Townshend, 2.º Visconde Townshend
Charles Townshend, 2.º Visconde Townshend Bt, KG, PC (18 de Abril de 1674 - 21 de Junho de 1738) foi um estadista liberal britânico. Prestou serviço como Secretário de Estado durante uma década, dirigindo os negócios estrangeiros britânicos. Foi muitas vezes chamado de Turnip [Nabo] Townshend devido ao seu grande interesse pelo cultivo de nabos e ao seu papel na revolução agrícola britânica.

## Primeiros Anos
Townshend era o filho mais velho de Sir Horatio Townshend, 3.º Baronete, que recebeu o título de barão Townshend em 1661 e visconde Townshend em 1682. A velha família Townshend, originária de Norfolk e à qual pertencia, descendia de Sir Roger Townshend (m. 1493) ou Raynham, que foi conselheiro legal da família Paston e se tornou Justice of the Common Pleas (defensor dos pedidos comuns) em 1484. O seu descendente, outro Sir Roger Townshend (1543-1590) teve um filho chamado Sir John Townshend (1564-1603), um soldado, cujo filho, Roger Townshend, recebeu o título de baronete em 1617. Era ele o pai de Sir Horation Townshend.
Nascido em Raynham Hall, em Norfolk, Townshend sucedeu aos seus títulos em Dezembro de 1687 e foi educado em Eton College e King's College, Cambridge. Tinha simpatias conservadoras quando ocupou o seu lugar na Câmara dos Lordes, mas os seus ideais mudaram e ele começou a participar activamente na política como liberal. Durante alguns anos após a ascensão da rainha Ana, ficou sem qualquer cargo, mas em Novembro de 1708 foi nomeado Capitão dos Yeomen da Guarda, depois de no ano anterior ser convocado para o Conselho Privado. Era embaixador extraordinário e plenipotenciário dos Estados Gerais dos Países Baixos entre 1709 e 1711, participando durante estes anos nas negociações que levaram à conclusão do Tratado de Utrecht.
Foi eleito membro da Royal Society em Abril de 1706.

## Secretário de Estado e Outros Cargos

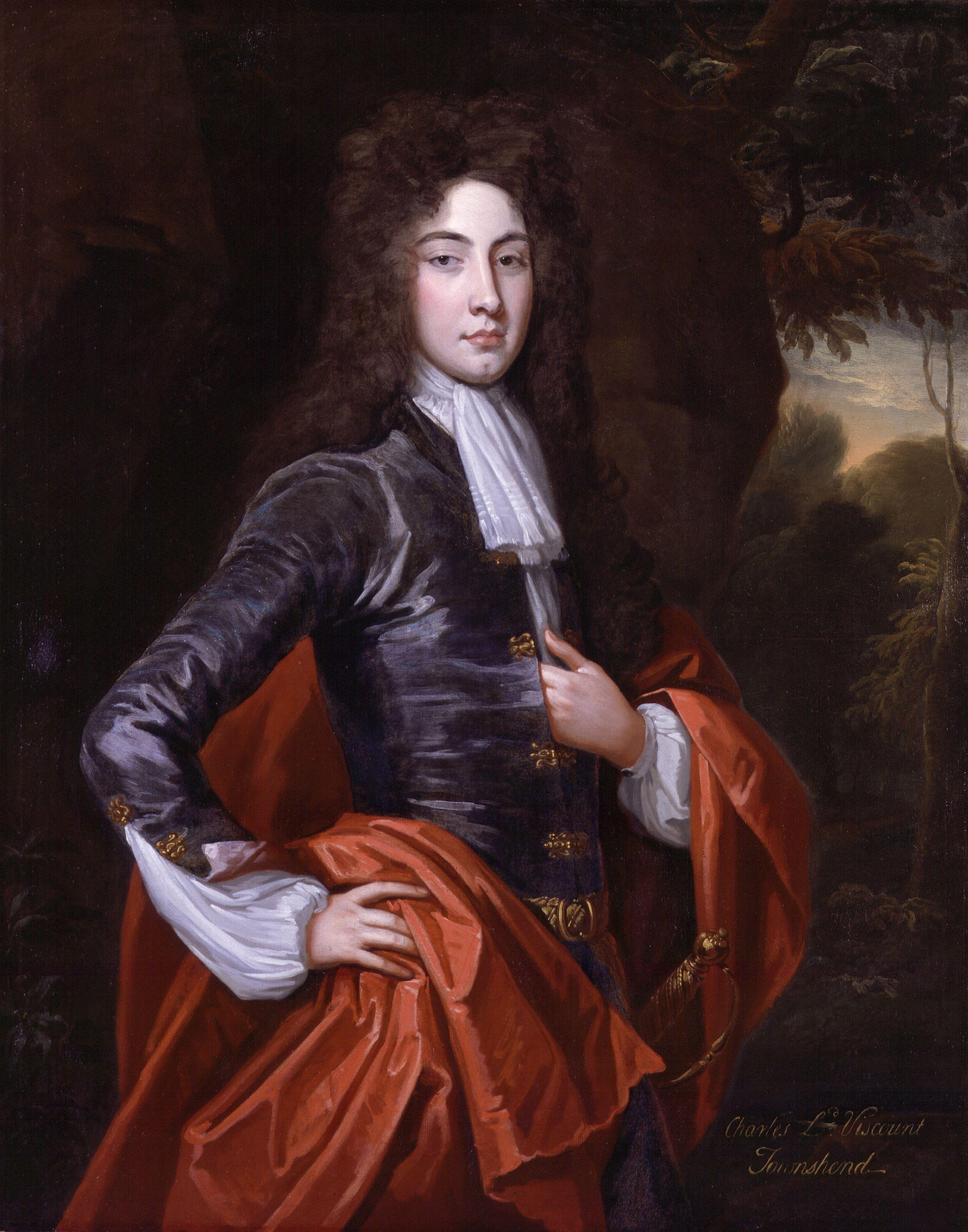
Charles Visconde Townshend, estúdio de Kneller. National Portrait Gallery NPG 1363. Pintado provavelmente pouco depois de Townshend entrar na Câmara dos Lordes em 1697, mas o visconde não está a usar os seus trajes oficiais. Este retrato é típico dos retratos do Clube Kit-Cat que enfatizavam a mesma opinião e unidade dos membros em vez das suas diferentes posições sociais.

Depois de regressar a Inglaterra, Charles ocupou-se com ataques aos procedimentos do governo conservador. O visconde não demorou a cair nas boas graças de Jorge I e, em Setembro de 1714, o novo rei escolheu-o para Secretário de Estado do Departamento Norte. O política de Townshead e dos seus colegas após esmagarem a revolta Jacobita de 1715, tanto internamente como no estrangeiro, foi de paz. O secretário não gostava da interferência britânica na guerra entre a Suécia e a Dinamarca e promoveu a conclusão das alianças defensivas entre a Grã-Bretanha e o Sacro Império e entre a Grã-Bretanha e França.
Apesar destes sucessos, a influência dos liberais foi gradualmente diminuida devido às intrigas de Charles Spencer, 3.º Conde de Sunderland, e ao descontentamento dos favoritos de Hanôver. Em Outubro de 1716, o colega de Townsgend, James Stanhope, depois 1.º Conde Stanhope, acompanharam o rei durante uma visita a Hanôver e, enquanto lá estava foi convencido por Sunderland a deixar a sua aliança com os seus colegas. Sunderland tinha sido convencido que Townshend juntamente com o seu cunhado, Sir Robert Walpole, estavam a conspirar juntamente com o príncipe de Gales para que o príncipe derrubasse o pai no trono. Consequentemente, em Dezembro de 1716, o secretário foi dispensado e tornou-se Lord Tenente da Irlanda, mas só permaneceu neste posto até ao mês de Abril seguinte. 
No inicio de 1720, houve uma reconciliação parcial entre os partidos de Stanhope e Townshend e, em Junho do mesmo ano, Charles tornou-se Lord Presidente do Conselho, um cargo que deteve até Fevereiro de 1721 quando, após a morte de Stenhope, e a reforma forçada de Sunderland devido à Bolha dos Mares do Sul, o visconde voltou a ser nomeado secretário de estado para o departamento norte, tendo Walpole como Primeiro Lord do Tesouro e Ministro das Finanças. Os dois permaneceram no poder durante o resto do reinado de Jorge I e os acontecimentos mais relevantes da sua época foram o impedimento legal do bispo Atterbury, o perdão e restauração parcial de Lord Bolingbroke e os problemas na Irlanda, causados pela patente que permitia a Wood cunhar meio pence.
Townshend garantiu a dispensa do seu rival, Lord Carteret e depois do conde Granville, mas pouco depois começaram a surgir diferenças entre si e Walpole e Charles teve alguma dificuldade a conduzir o rumo difícil que a política europeia tinha tomado. Apesar de não gostar dele, o rei Jorge II manteve-o no seu cargo, mas a maior importância no governo começou a recair gradualmente apenas em Walpole. Townshend não conseguiu controlar isto. Usando as palavras de Walpole, enquanto a firma foi gerida por Townshend e Walpole, tudo correu bem, mas quando as posições se reverteram, começaram a haver ciumes entre os parceiros. Os dois tinham diferenças sérias de opinião quanto à política que deveria ser adoptada na Áustria e na política internacional em geral que acabariam por levar à ruptura em 1730. Depois de não conseguir, devido à interferência de Walpole, dispensar um colega no seu departamento para o substituir por um amigo, Townshend acabou por se reformar a 15 de Maio de 1730. A sua retirada foi o último obstáculo ultrapassado para a conclusão da Aliança Anglo-Austríaca que se tornaria o plano central da da política estrangeira britânica até 1756. 

## "Nabo" Townshend
Charles passou os restantes anos da sua vida em Raynham onde se interessou por agricultura e foi responsável por introduzir o cultivo de nabos a grande escala em Inglaterra assim como outros melhoramentos do género. Morreu em Raynham a 21 de Junho de 1738.
Townshend introduziu o sistema de rotação de culturas com quatro repetições que tinha sido experimentada pela primeira vez na região de Waasland, na Bélgica no início do século XVIII. Acrescentou o nabo e o trevo à rotação de culturas e conduziu-o de forma a cobrir quatro campos individuais. Trigo e cevada deviam ser plantados por essa ordem em cada campo. De ano para ano, as culturas eram trocadas, passando para cima se pudessem, ou regressavam para baixo, para o fundo, se estivessem no topo. Não havia necessidade de deixar o solo descansar uma vez que o trevo voltava a acrescentar nitratos (sais que continham nitrogénio) ao solo através dos nódulos da raiz agarrados a eles que cultivavam uma bactéria simbiótica. Estas bactérias alimentavam-se do Nitrogénio atmosférico e, por sua vez, produziam os nitratos. O trevo e o nabo eram usados para alimentar gado enquanto o trigo e a cevada eram exportados na sua maioria sendo alguns deles retidos para uso doméstico.
Por causa desta e de outras experiências de agricultura em Raynham, o visconde passou a ser conhecido por "Nabo" Townshend. Apesar de serem alvo de algumas piadas, as suas reformas agrárias foram de extrema importância. Contudo, Alexander Pope faz uma referência a Charles em "Imitations of Horace, Epistle II", retratando-o como uma pessoa obcecada por nabos e refere, numa nota que "aquele tipo de melhoramento rural que surge dos nabos" era o assunto preferido de Townshend durante uma conversa.

## Família

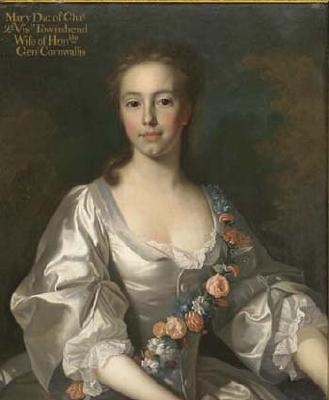
Elizabeth Pelham

Townshend casou-se duas vezes, primeiro com Elizabeth (m. 1711), filha de Thomas Pelham, 1.º Baronete Pelham de Laughton, e depois com Dorothy Walpole (1686-1726), irmã de Sir Robert Walpole.
Com a sua primeira esposa teve os seguintes filhos:
1. Hon. Elizabeth Townshend (m. 1 de Dezembro de 1785)
2. Charles Townshend, 3.º Visconde Townshend de Raynham (11 de Julho de 1700 - 12 de Março de 1764)
3. Hon. Thomas Townshend (2 de Junho de 1701 - 21 de Maio de 1780)
4. Hon. William Townshend (1702 - 29 de Janeiro de 1738)
5. Hon. Roger Townshend (5 de Junho de 1708 - 7 de Agosto de 1760)

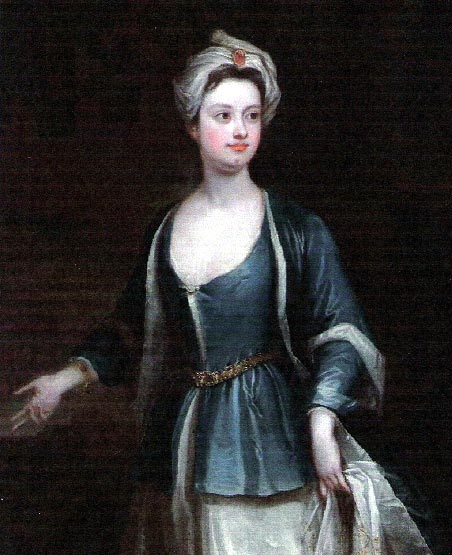
Lady Dorothy Walpole

Com Dorothy Walpole teve os seguintes filhos:
1. Hon. Dorothy Townshend
2. Hon. Mary Townshend casada com o tenente general Hon. Edward Cornwallis (5 de Março de 1713 – 14 de Janeiro de 1776), filho de Charles Cornwallis, 4.º Barão Cornwallis de Eye e de Lady Charlotte Butler, em 1763
3. Hon George Townshend (1715 - Agosto de 1769)
4. Very Rev. Hon. Edward Townshend (25 de Outubro de 1719 - 27 de Janeiro de 1765)

Townshend teve oito filhos. O mais velho, Charles, 3.º Visconde (1700-1764) foi chamado para a Câmara dos Lordes em 1723. O seu segundo filho, Thomas Townshend (1701-1780) foi membro do parlamento para a Universidade de Cambridge entre 1727 e 1774. Teve apenas um filho, Thomas Townshend (1733-1800), que recebeu o título de barão Sydney em 1783 e visconde Sydney em 1789 e foi secretário de estado e líder da Câmara dos Comuns entre Julho de 1782 e Abril de 1783 e depois foi novamente secretário de estado entre Dezembro de 1783 e Junho de 1789. A cidade de Sydney em New South Wales, recebeu o nome em sua honra. O seu neto, John Robert Townshend (1805-1890) recebeu o título de conde Sydney em 1874, tendo-se extinguido após a sua morte. O filho mais velho de Charles Townshend com a sua segunda esposa era George Townshend (1715-1769) que, depois de prestar serviço durante muitos anos na marinha, tornou-se almirante em 1765. O filho mais novo, Edward, tornou-se deão de Norwich.
O terceiro visconde teve dois filhos, George, 1.º Marquês Townshend e Charles Townshend.
Townshend era avô materno de Charles Corwallis, 1.º Marquês Cornwallis.
A segunda esposa de Townshend, Dorothy Walpole, é mais conhecida por ser possivelmente o fantasma da Dama de Castanho (em português do Brasil: Dama de Marrom) que assombra Raynham Hall e que deu origem a uma das fotografias de fantasmas mais famosa de sempre.